# 위아영 (영화)
《위아영》(영어: While We're Young)은 2014년 공개된 미국의 코미디 드라마 영화이다.

## 줄거리
지난 10년 간 다큐멘터리 한 편 후반 작업에 매달려 지낸 감독 조시는 새천년 세대 부부인 제이미, 다비와 알게 된다. 조시와 제작자 아내 코닐리아는 제이미와 다비의 신선한 시각에 경도되어 보헤미안풍으로 사는 이들과 어울리기 시작한다. 제이미는 페이스북에서 옛 고등학교 친구를 찾고 영감을 받아 직접 다큐멘터리를 만들기 시작하는데...

## 출연
- 벤 스틸러 - 조시 스레브닉 역
- 나오미 와츠 - 코닐리아 (브레이트바트) 스레브닉 역
- 애덤 드라이버 - 제이미 매시 역
- 어맨다 사이프레드 - 다비 매시 역
- 찰스 그로딘 - 레슬리 브레이트바트 역
- 애덤 호러비츠 - 플레처 역
- 마리아 디지아 - 머리나 역
- 드리 헤밍웨이 - 티퍼 역
- 브레이디 코베이 - 켄트 알링턴 역
- 제임스 사이토 - 나가토 박사 역
- 피터 보그다노비치 - 레슬리 브레이트바트 축하 행사 진행자 역
- 그레타 리 - 선댄스 인터뷰어 역 (목소리)

## 기타 제작진
- 배역: 더글러스 에이블, 프랜신 메이즐러
- 미술: 애덤 스톡하우전
- 세트: 크리스 모런
- 의상: 앤 로스
- 헤어: 재클린 와이스
- 후작업 감독: 캐서린 패럴
- 조감독: 캐런 케인